# Secondhand Child
Secondhand Child (englisch für ‚Kind aus zweiter Hand‘) war eine aus der Schweiz stammende Metal-Band. Die musikalische Ausrichtung der Band lässt sich als Mischung aus modernem Groove Metal, Crossover, Hardcore Punk und Punk bezeichnen. Ab 2011 kürzte die Band ihren Namen mit ShC ab.

## Going Postal
Im Dezember 2007 spielte die Band ihr vom Film Postal inspiriertes Lied Going Postal während eines Konzertes in Aarau, das für die Internet-Musiksendung The Hard Way mitgefilmt wurde. Bandmanager Nando Rohner ließ die Videoaufnahme des Lieds dem Postal-Regisseur Uwe Boll zukommen, der von ihr angetan war. Daraufhin ging die Band ins Littlecreek Studio, um das Lied aufzunehmen. Während der zweitägigen Aufnahmesession wurde neben Going Postal auch Global Suicide aufgenommen. Nach der Beendigung der Aufnahmen setzte sich die Band abermals mit Uwe Boll in Verbindung, der ihnen die Erlaubnis gab, aus Filmszenen aus Postal einen Videoclip zu schneiden, bevor der Film offiziell in den USA in den Kinos startete. Im Bonusmaterial der deutschen DVD und Blu-ray des Director’s Cut von Postal ist der Videoclip ebenfalls zu sehen.
2010 veröffentlichte die Band auf ihrer Homepage die Gratis-Download-EP We’ve Never Been Here…, welches neben verschiedenen Remixes auch die Original-Version von Going Postal und Global Suicide erhält. Für ihr 2011 erscheinendes Album Chapter I: Spontaneous Human Combustion hat die Band sowohl Going Postal wie auch Global Suicide nochmals bearbeitet und beide Stücke um den Gesang des in Zwischenzeit neu hinzugekommenen Zweitsängers Steve Salama ergänzt. 2011 war Going Postal auf dem Soundtrack des Computerspiels Postal III vertreten.

## Laid to Rest
2010 ließ ShC-Manager Nando Rohner den Machern des Slasher-Films Laid to Rest die beiden Lieder Going Postal und Global Suicide (beide von der EP We’ve Never Been Here…) zukommen. Regisseur Robert Hall und Produzent Chang Tseng zeigten sich von der Musik begeistert und gaben der Band die offizielle Erlaubnis, ein Lied für den Soundtrack der damals in Produktion befindenden Fortsetzung Chromeskull: Laid to Rest 2 beizusteuern. Die Band entschied sich, ein Musikstück zu schreiben, das direkt durch die Figur des Chromeskull-Killers aus Laid to Rest und Chromeskull: Laid to Rest 2 inspiriert ist. Um eine offensichtliche Referenz zu beiden Filmen zu generieren, gab man dem Lied den Namen Laid to Rest. Anfang Februar 2011 ging die Band ins Littlecreek Studio, um Laid to Rest bei Produzent V.O Pulver (Frontmann der Band Gurd) aufzunehmen. Während des Studioaufenthalts entstand auch das Lied C.C.L. (Chaos Called Life). Beide sollen Ende Oktober 2011 auf dem Album Chapter One: Spontaneous Human Combustion erscheinen.
Laid to Rest ist im Abspann von Chromeskull: Laid to Rest 2 zu hören. Nach vereinzelten Kinoaufführungen in den USA soll der Film dort am 20. September 2011 auf DVD erscheinen, in Deutschland am 25. November 2011 auf DVD und Blu-ray. Die Band drehte zu Laid to Rest auch einen Videoclip, von dem eine Version ohne Ausschnitte aus dem Film und eine mit Ausschnitten aus Chromeskull: Laid to Rest 2, die von Robert Green Hall selbst in den Clip eingefügt wurden, existiert. Der Clip zu Laid to Rest wurde am 7. September 2011 auf der Bandhomepage von ShC veröffentlicht.

## Diskografie
- 2006: What Do You Live For? (Quam Libet Records)
- 2011: Chapter One: Spontaneous Human Combustion (kein Label)